# I. e. 40-es évek
Évszázadok: i. e. 2. század – i. e. 1. század – 1. század
Évtizedek: i. e. 90-es évek – i. e. 80-as évek – i. e. 70-es évek – i. e. 60-as évek – i. e. 50-es évek – i. e. 40-es évek – i. e. 30-as évek – i. e. 20-as évek – i. e. 10-es évek – i. e. 1-es évek – 1-es évek
Évek: i. e. 49 – i. e. 48 – i. e. 47 – i. e. 46 – i. e. 45 – i. e. 44 – i. e. 43 – i. e. 42 – i. e. 41 – i. e. 40